# 허성무
허성무(許成武, 1963년 10월 29일~)은 대한민국의 정치인으로, 제22대 국회의원이다. 민선 7기 경상남도 창원시장(2018. 7.~2022. 6.)을 지냈다.

## 학력
- 양촌국민학교 졸업
- 여항중학교 졸업
- 마산중앙고등학교 졸업
- 부산대학교 사회과학대학 행정학 학사

## 경력
- 1988년: 제13대 국회의원 선거 통일민주당 노무현 부산 동구 국회의원 후보 선거운동원
- 2001년: 새천년민주당 경상남도 지부 창원시 을 지구당 부위원장
- 2002년: 제16대 대통령 선거 새천년민주당 노무현 대통령 후보 경선캠프 창원팀장
- 2006년 6월~2007년 7월: 참여정부 대통령비서실 민원제도혁신비서관
- 2010년~2011년: 민주당 정책위원회 부의장
- 2011년 11월~2012년 9월: 경상남도 정무부지사
- 2012년: 제18대 대통령 선거 민주통합당 문재인 대통령 후보 경상남도 공동선거대책위원장
- 2013년~2014년: 민주당 경상남도당 위원장
- 2014년~2015년: 새정치민주연합 경상남도당 창원시 성산구 지역위원회 위원장
- 2014년~2015년: 새정치민주연합 경상남도당 공동위원장
- 2015년 12월~2018년 4월: 더불어민주당 경상남도당 창원시 성산구 지역위원회 위원장
- 2017년: 제19대 대통령 선거 더불어민주당 문재인 대통령 후보 경상남도 선거대책위원회 공동본부장
- 2018년 6월 13일: 제7회 전국동시지방선거 당선(민선 7기, 경상남도 창원시장, 더불어민주당, 초선)
- 2018년 7월~2022년 6월: 제23대 경상남도 창원시장(민선 7기, 더불어민주당, 초선)
- 2022년 7월~: 더불어민주당 경상남도당 창원시 성산구 지역위원회 위원장
- 전국특례시시장협의회 대표회장
- 경남대학교 초빙교수
- 2024년 4월 15일: 대한민국 제22대 국회의원 선거 당선(경남 창원시 성산구, 더불어민주당, 초선)
- 2024년 11월~2025년 8월: 더불어민주당 이재명 당대표 특보단 민생특보단 특보

### 의정 활동
- 2024년 5월 30일~: 제22대 국회의원(경남 창원시 성산구, 더불어민주당, 초선)
  - 2024년 6월~: 제22대 국회 전반기 산업통상자원중소벤처기업위원회 위원
  - 2024년 6월~2025년 6월: 제22대 국회 전반기 예산결산특별위원회 위원
  - 2025년 3월~: 제22대 국회 2025 아시아태평양경제협력체(APEC) 정상회의 지원 특별위원회 위원
  - 2025년 4월~: 제22대 국회 산불피해지원대책 특별위원회 위원
  - 2025년 6월~: 제22대 국회 전반기 예산결산특별위원회 위원

## 전과
- 집회및시위에관한법률위반, 특수공무집행방해치상, 폭력행위등처벌에관한법률위반: 징역 2년, 집행유예 3년 - 1987년 7월 29일 선고[1]

## 역대 선거 결과
|  | 32.20% |

|  | 32.74% |

|  | 0% |

|  | 48.02% |

|  | 40.45% |

|  | 46.38% |

## 소속 정당
| 소속 정당 | 소속 정당      | 소속 기간 | 비고      |
| --------- | -------------- | --------- | --------- |
|           | 통일민주당     | 1988~1990 | 정계 입문 |
|           | 무소속         | 1990      | 탈당      |
|           | 민주당         | 1990~1991 | 창당      |
|           | 민주당         | 1991~1995 | 합당      |
|           | 통합민주당     | 1995~1996 | 합당      |
|           | 민주당         | 1996~1997 | 당명 변경 |
|           | 무소속         | 1997      | 탈당      |
|           | 새정치국민회의 | 1997~2000 | 입당      |
|           | 새천년민주당   | 2000~2003 | 합당      |
|           | 무소속         | 2003      | 탈당      |
|           | 열린우리당     | 2003~2006 | 창당      |
|           | 무소속         | 2006~2008 | 탈당      |
|           | 통합민주당     | 2008      | 복당      |
|           | 민주당         | 2008~2011 | 당명 변경 |
|           | 무소속         | 2011~2012 | 탈당      |
|           | 민주통합당     | 2012~2013 | 복당      |
|           | 민주당         | 2013~2014 | 당명 변경 |
|           | 새정치민주연합 | 2014~2015 | 합당      |
|           | 더불어민주당   | 2015~현재 | 당명 변경 |

## 같이 보기
- 창원시 성산구 (선거구)
- 창원시장
- 경상남도 부지사
- 창원시 성산구의 국회의원